# El Gelabert
El Gelabert és un monument del municipi de les Masies de Roda (Osona) protegit com a bé cultural d'interès local.

## Descripció
Masia formada per diferents cossos, el cos principal té coberta a dues vessants, amb el carener perpendicular a la façana principal. L'acabat de la coberta és de teula ceràmica aràbiga. A la façana sobresurt un cos que forma una galeria, amb baranes de fusta, aquest últim junt amb un altre cos de planta baixa, formen un pati just abans de l'entrada de l'habitatge. El portal d'entrada és rectangular amb brancals i la llinda de pedra. Les dues finestres de la primera planta també estan emmarcades amb pedra. A tramuntana s'hi adossa un cos de planta baixa amb la coberta a dues vessants que s'utilitza com a cobert.
L'edifici consta de planta baixa, planta pis i sota coberta. La planta baixa està construïda amb pedra i bigues de roure i la planta superior és de tàpia i bigues de pollancre. Es conserven una llinda i una biga amb la data 1789. A més, presenta uns cossos adossats, fets d'obra i fibrociment, que s'usen per guardar els animals.